# مجمع بنك الإسكان
مجمع بنك الإسكان هو مجمع تجاري يقع في منطقة الشميساني على بعد أمتار من دوار الداخلية في العاصمة الأردنية عمّان، يعتبر أول مجمع تجاري مكيف في العاصمة الأردنية، أسس عام 1982، ويعتبر من الصروح العمرانية والتجارية المهمة، وهو مشيد بطريقة معمارية ملفتة حيث تقل مساحة طوابق البناء كلما ارتفعنا إلى الأعلى، مع مطلع الألفية الجديدة، لَم يعد هذا المكان كسابق عهده بعدما كان أحد أبرز معالم العاصمة عمّان خلال عقدي الثمانينات والتسعينات، إذ كان نقطة اهتمام وجذب للزوار والمتسوقين والراغبين في متنفس، حيث كان مكان يعج بالحركة والزوار وخصوصاً العائلات التي كانت تصطحب أطفالها هناك لقضاء يوم كامل مليء بكل مقومات الترفيه.
تأسس المجمع عام 1982 وهو مملوك لبنك الإسكان للتجارة والتمويل، كي يكون مركزا للشركات الوطنية والاجنبية، ومركزا للاماكن الترفيهية والتجارية نظرا لموقعه القريب من وسط العاصمة الأردنية عمان، حيث قامت شركة سانغيونغ الكورية بتشييد المبنى بتصميم فريد من نوعه. بارتفاع 17 طابقاً. وقد افتتح الملك الحسين بن طلال المبنى بعد الانتهاء من بناءه.

## الموقع والاهمية
يقع مجمع بنك الإسكان في منطقة الشميساني على بعد أمتار من دوار الداخلية في العاصمة الأردنية عمّان يعتبر المجمع أول برج تجاري مكيف في العاصمة الأردنية، تأسس عام 1982، ويعتبر من ابرز الصروح العمرانية المهمة في العاصمة عمان حيث يصنف من أطول واضخم الابراج التجارية في الأردن، تبلغ مساحته الاجمالية 44260 متر مربع بارتفاع 20 طابقا. مقام على 14.327 دونم هو مشيد بطريقة معمارية ملفتة حيث يقل حجم طوابق البناء كلما ارتفعنا إلى الأعلى حيث قامت شركة سانغ يونغ سيؤول الكورية بتشييد المبنى بتصميم فريد من نوعه إذ كان نقطة اهتمام وجذب للزوار والمتسوقين والراغبين في متنفس وهو مملوك لشركة الإسكان للاستثمارات السياحية الفندقية بالشراكة مع بنك الإسكان كي يكون مركزا للشركات الوطنية والاجنبية، ومركزا للاماكن الترفيهية والتجارية نظرا لموقعه القريب من وسط العاصمة الأردنية عمان. وقد افتتح الملك الحسين بن طلال المبنى بعد الانتهاء من بناءه.و لعب دورا مهما في دعم القطاعات التجارية والاقتصادية في الأردن حيث كان مركزا رئيسيا للأعمال ونقطة جذب استثمارية للعديد من القطاعات ليس فقط في الأردن وانما على مستوى الشرق الأوسط ودليل ذلك احتضان المجمع لأبرز الشركات والنشاطات الاقتصادية

## الافتتاح
تم افتتاح الرسمي لمجمع بنك الإسكان في عام 1984 وقد افتتح الملك حسين بن طلال المجمع حيث كان نقلة نوعية معمارية على مستوى المنطقة، وقد شيد مجمع بنك الإسكان مع قبل شركة العالمية سانغ يونغ وهي تعد شركات الرائدة بالمقاولات بحيث تمت إدارة المشروع والاستشارات من قبل دار الهندسة
صمم المبنى على شكل هرمي مستوحى من تلال عمان مما جعله فريد وملفت الي يومنا هذا.

## الموقع
يقع مجمع بنك الإسكان في منطقة إستراتيجية وفي منطقة للأعمال والشركات وبوسط المباني الإدارية والحكومية ووزارات وفنادق خمس نجوم ويبعد 20-25 دقيقة عن مطار الملكة علياء الدولي
كان مجمع بنك الإسكان نقطة اهتمام وجذب للزوار والمتسوقين والراغبين في متنفس، حيث كان مكان يعج بالحركة والزوار وخصوصاً العائلات التي كانت تصطحب أطفالها هناك لقضاء يوم كامل مليء بكل مقومات الترفيه حيث كان يضم محلات تجارية والماركات العالمية الفخمة في الطوابق الثلاث الأولى ومراكز للألعاب ودور السينما وصالات افراح عدا عن المطاعم الفخمة في الساحات الخارجية للمجمع

## مراحل العمل
المراحل التي مر بها المجمع:
- المرحلة الأولى: تأسس مجمع بنك الإسكان كمركز تجاري يضم العديد من المحلات والماركات العالمية الفخمة في الطوابق الثلاث الأولى ومكاتب مقرات للشركات العالمية في الطوابق العليا وقد سمي بهذا الاسم لانه كن مملوكا لبنك الإسكان ان ذاك

- المرحلة الثانية: في عام 2008 م تم تحويل النشاط التجاري في الطوابق الثلاث الأولى ليصبح مكاتب شركات تجارية بدلا من محلات تسوق تجارية (shopping mall) حيث أصبح مركز مهما للاعمال حتى وقتنا هذا

## الركود التجاري
من أسباب الركود التجاري دخول المجمعات التجارية الكبيرة إلى سوق المنافسة كما لا بد من ذكر أن الملكية الأردنية كانت تشغل 8 طوابق من المجمع كإدارة الملكية، وبانتقالها إلى مبناها الخاص، شغرت الطوابق الثمانية كاملةً ما أدى إلى ركود تجاري واضح.

## المباني والمعالم المجاورة
- بوليفادر العبدلي
- فندق الميريديان
- دوار الداخلية

## الشركة العربية الليبية
عام 2010 تم استملاك المجتمع من الشركة العربية الليبية بنسبة 90% بينما احدتفظ بنك الإسكان بالنسبة الباقية 10%. وبلغت تكلفة أعمال تطوير مجمع بنك الإسكان بما فيه فندق الميريديان عمان7 ملايين دينار بهدف إعادة إحياء المجمع وجذب الاستثمارات الخارجية حيث اشرفت شركة الإسكان للاستثمارات السياحية والفندقية على تطوير المشروع. 

## معرض الصور

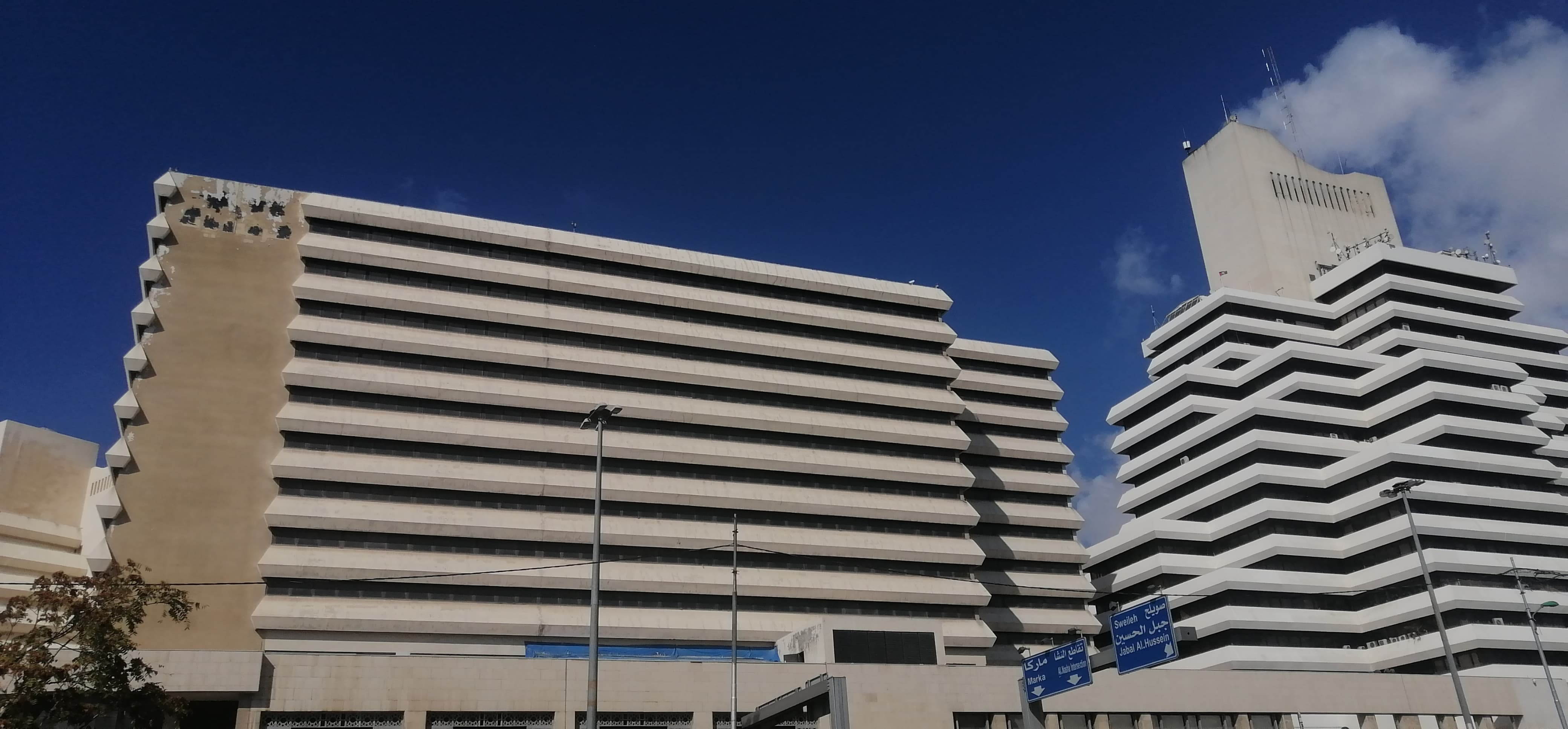
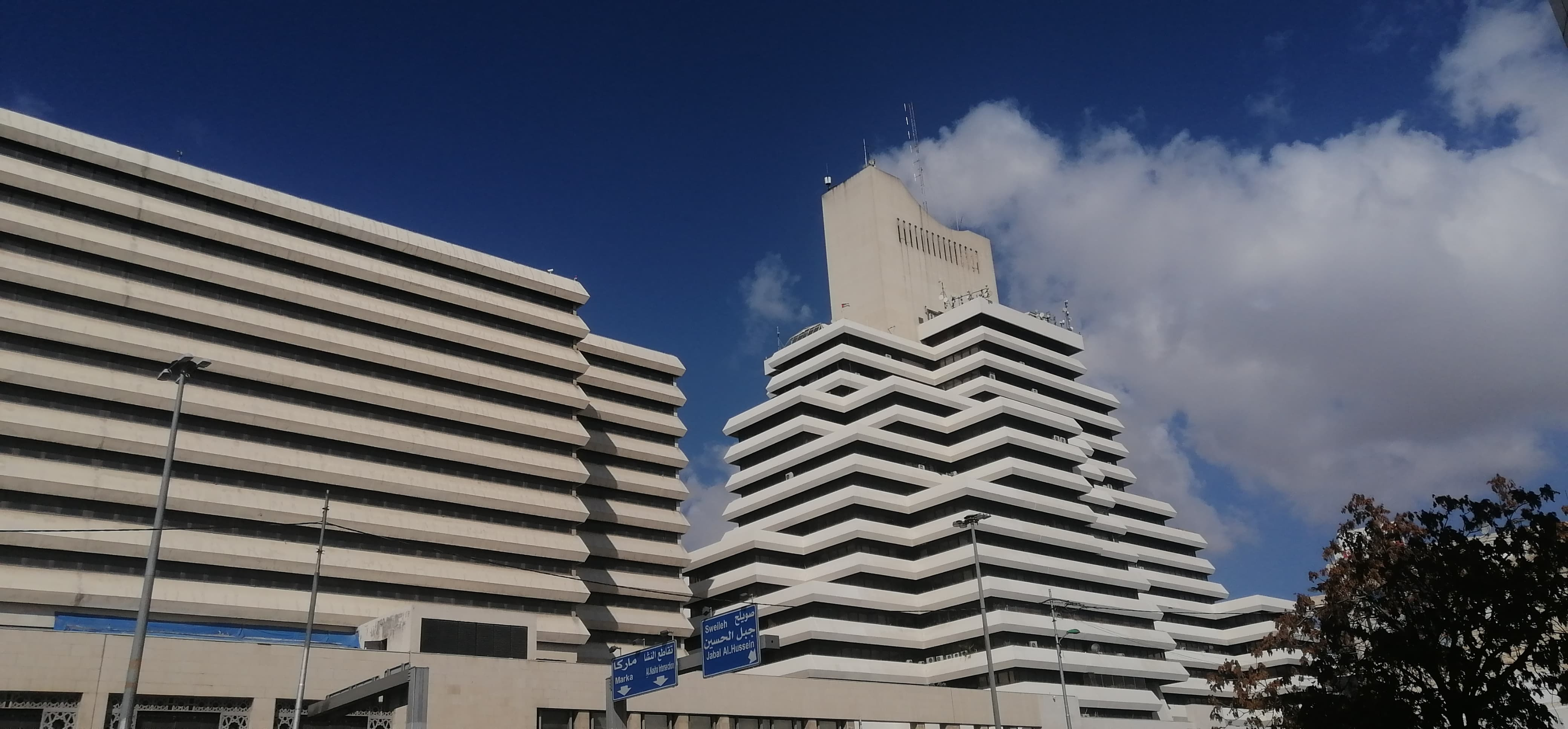
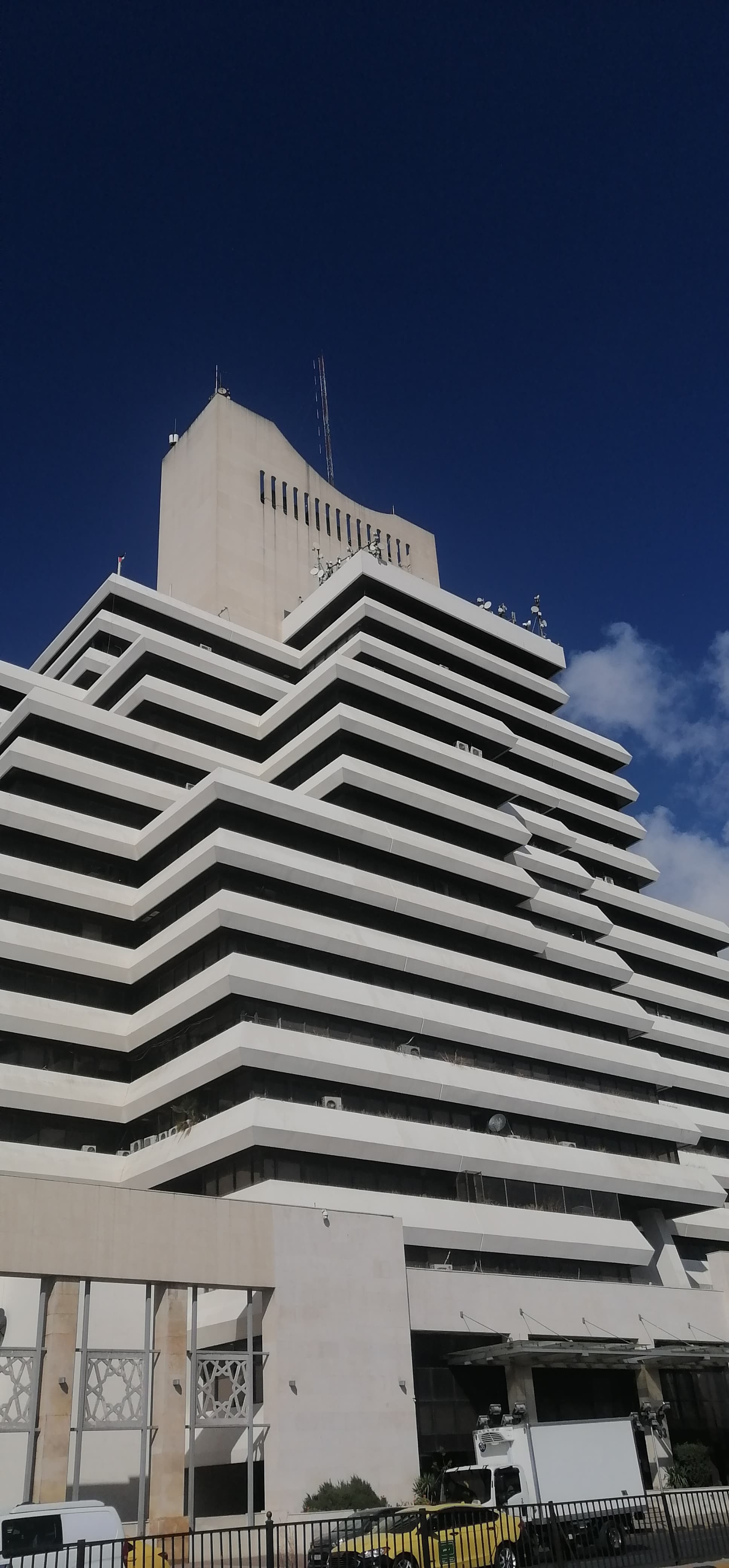
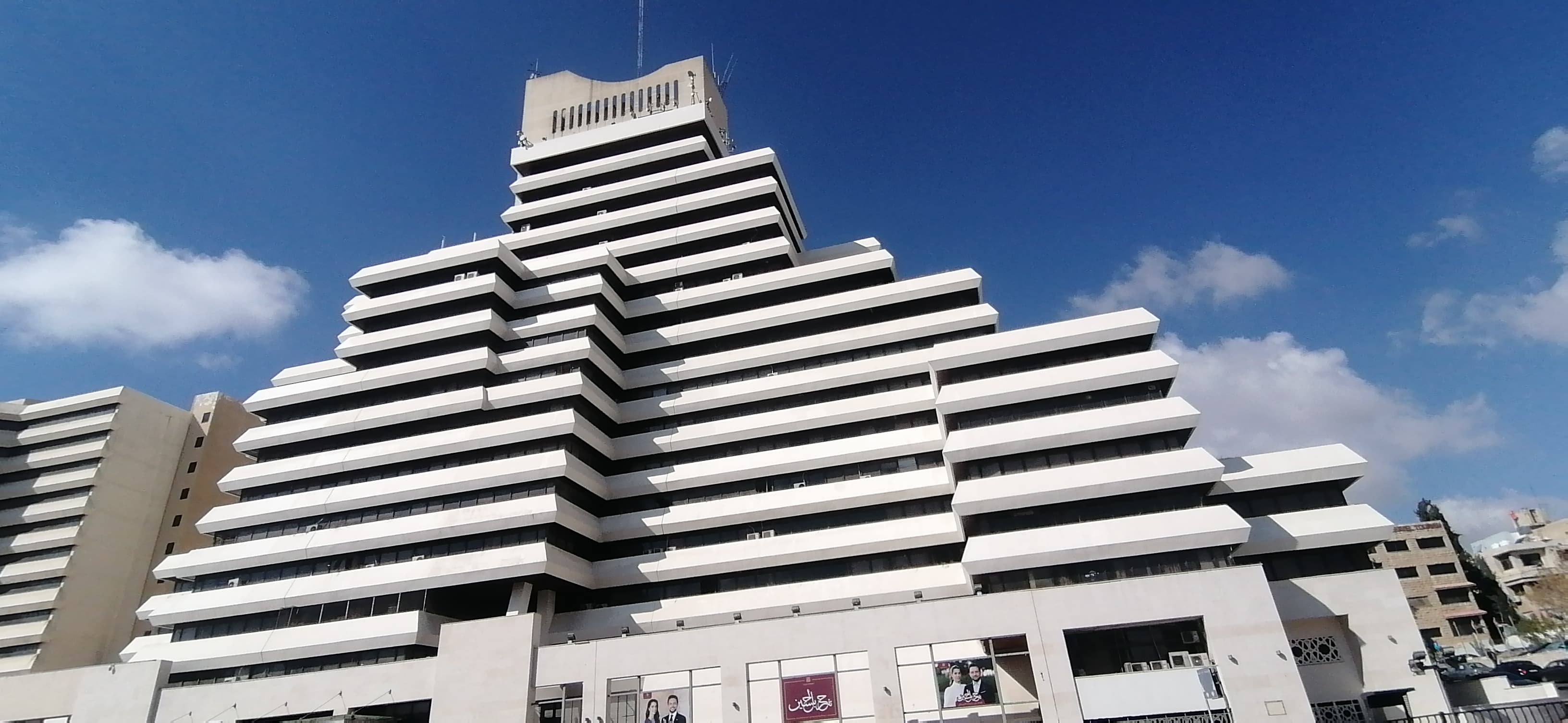
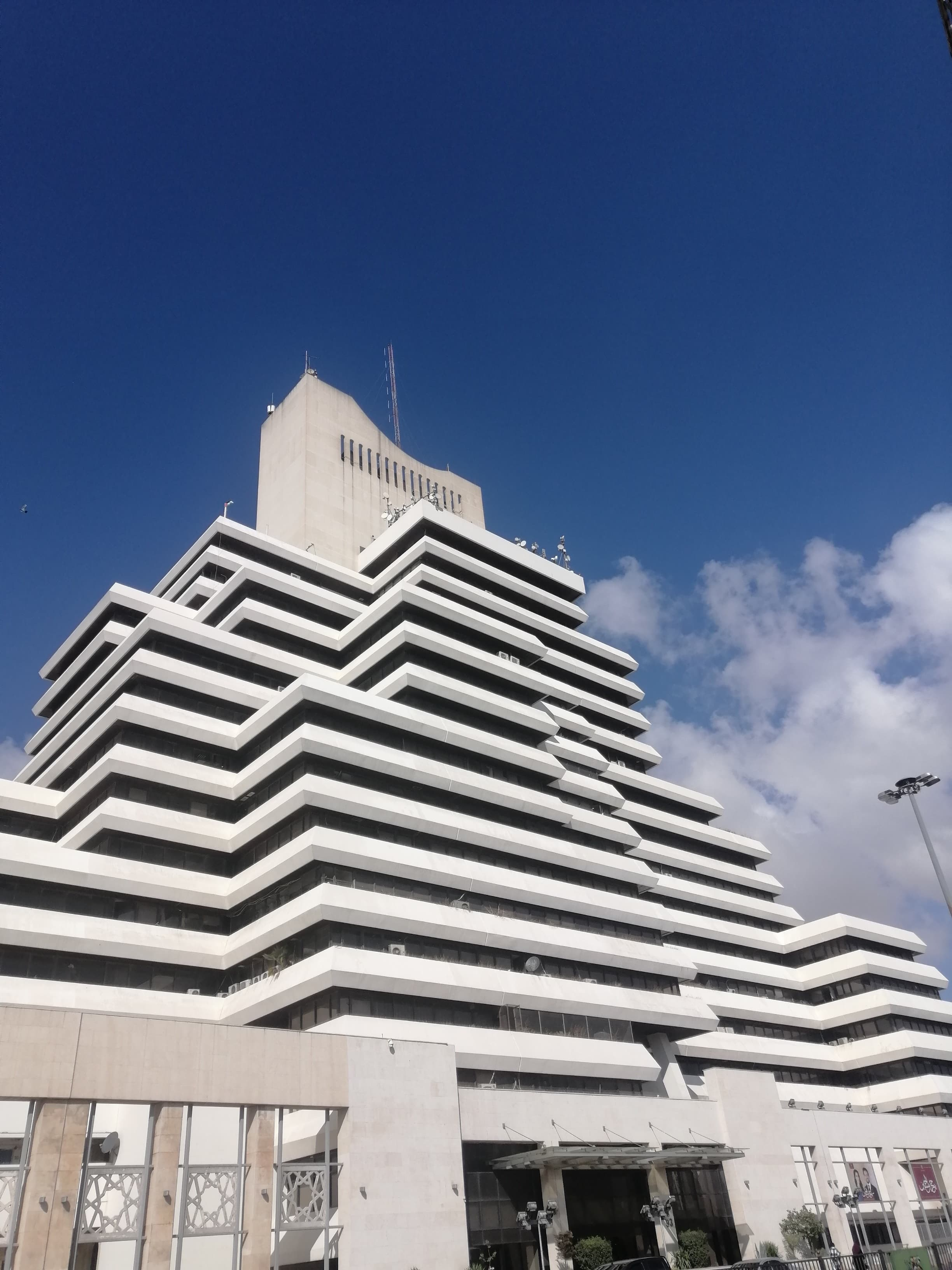